# Tatsuya Yamashita
Tatsuya Yamashita (山下 達也?, Yamashita Tatsuya; Hyōgo, 7 novembre 1987) è un calciatore giapponese, difensore del Cerezo Osaka, di cui è capitano.

## Caratteristiche tecniche
È un difensore centrale.

## Palmarès

### Club

#### Competizioni nazionali
- Coppa J. League: 1

Cerezo Osaka: 2017
- Coppa dell'Imperatore: 1

Cerezo Osaka: 2017
- Supercoppa del Giappone: 1

Cerezo Osaka: 2018
- J2 League: 1

Kashiwa Reysol: 2019